# Gerichtsbezirk Trient
Der Gerichtsbezirk Trient war ein dem Bezirksgericht Trient unterstehender Gerichtsbezirk in der Gefürsteten Grafschaft Tirol. Der Gerichtsbezirk im Trentino gehörte zum Bezirk Trient und umfasste die Stadt Trient sowie ihr Umland. Nach dem Ersten Weltkrieg musste Österreich den gesamten Gerichtsbezirk an Italien abtreten.

## Geschichte
Der Gerichtsbezirk Trient wurde durch eine 1849 beschlossene Kundmachung der Landes-Gerichts-Einführungs-Kommission geschaffen und umfasste ursprünglich die elf Gemeinden Cognola, Gardolo, Mattarello, Montevaccino, Povo, Ravina, Romagnano, Sardagna, Trient, Vigolo Vattaro und Villamontagna.
Der Gerichtsbezirk Trient bildete im Zuge der Trennung der politischen von der judikativen Verwaltung
ab 1868 gemeinsam mit den Gerichtsbezirken Cembra, Civezzano, Lavis und Mezzolombardo, Pergine und Vezzano den Bezirk Trient.
Der Gerichtsbezirk Mezzolombardo erlangte jedoch später als eigener Bezirk seine Selbständigkeit.
Der Gerichtsbezirk Trient wies 1869 eine Bevölkerung von 30.154 Personen auf. 1910 wurden für den Gerichtsbezirk 44.441 Personen ausgewiesen, von denen 2.864 Deutsch (6,4 %) und 38.280 Italienisch oder Ladinisch (86,1 %) als Umgangssprache angaben. Die deutschsprachige Minderheit konzentrierte sich 1910 dabei fast ausschließlich auf Trient.
Durch die Grenzbestimmungen des am 10. September 1919 abgeschlossenen Vertrages von Saint-Germain wurde der Gerichtsbezirk Trient zur Gänze Italien zugeschlagen.

## Gerichtssprengel
Der Gerichtssprengel umfasste 1910 die zehn Gemeinden Cognola, Gardolo, Mattarello, Povo, Ravina, Romagnano, Sardagna, Trient, Vigolo Vattaro und Villazzano.